# Climatologia a Catalunya el 2008
La climatologia a Catalunya el 2000 va ser termomètricament normal i pluviomètricament normal o plujós a la major part de Catalunya. Pel que fa a la pluviometria, els primers mesos de l'any 2008 van presentar les mateixes característiques que havien marcat l'any 2007. Així, gener, febrer i març van resultar secs en general. No va ser fins al mes d'abril quan les pluges abundants van començar a caure en algunes àrees del país. Des d'aleshores i fins a finals d'any, els episodis de precipitació han afectat sovint Catalunya. De tota manera, atesa la gran irregularitat espacial d'aquestes precipitacions, només un mes (el maig) es pot qualificar de plujós o molt plujós a tot el país. La resta de mesos s'han pogut enregistrar totals mensuals molt importants en alguns punts, però sempre hi ha hagut àrees on la pluja recollida ha estat inferior a la mitjana climàtica.
En general, durant l'any 2008, s'ha atenuat el gran dèficit pluviomètric que s'havia anat accentuant a pràcticament tot Catalunya des de finals de l'any 2006. Si bé en moltes zones del país aquest dèficit ja es va començar a pal·liar durant la primavera de 2008, en alguns punts de l'Alt Empordà, bàsicament al voltant de la badia de Roses, no va ser fins al desembre de 2008 quan la precipitació acumulada va superar àmpliament la mitjana climàtica mensual.
Pel que fa a la temperatura, cal destacar les anomalies càlides que es van enregistrar a tot el país durant els mesos de gener i febrer, quan la temperatura mitjana mensual va arribar a ser fins a 3 o 4 °C superior a la mitjana climàtica en punts de muntanya. Després d'un març irregular i un abril lleugerament càlid, els mesos freds s'han succeït des del maig fins a finals d'any. Només l'agost, amb valors de temperatura lleugerament superiors a la mitjana climàtica, n'ha estat l'excepció.
Tenint en compte que l'any 2008 ha resultat ser termomètricament normal en el conjunt del país, es pot observar que han calgut fins a set mesos freds per arribar a compensar les grans anomalies càlides dels dos primers mesos de l'any i un parell de mesos lleugerament càlids.

## Fenòmens meteorològics destacats
- Nevades al Pirineu, temperatures molt baixes i fortes ventades entre els dies 4 i 6 de març.[1]
- Precipitacions abundants, de neu en cotes baixes del Pirineu, entre els dies 20 i 24 de març.[1]
- Successius episodis de precipitacions, especialment abundants al nord-oest, durant abril i maig.[1]
- Pluges generals, molt abundants al litoral i prelitoral sud, entre els dies 9 i 11 de maig.[1]
- Tempestes a tot el país els dies 11 i 12 de juliol, sovint acompanyades de calamarsa o pedra.[1]
- Calorada i temperatures màximes de l'any els dies 30 i 31 de juliol i entre el 4 i el 6 d'agost.[1]
- Precipitacions abundants els dies 28 i 29 d'octubre, amb neu en algunes zones de la depressió Central i temperatures diürnes excepcionalment baixes.[1]
- Del 30 d'octubre al 2 de novembre, episodi de pluges molt abundants, amb neu al Pirineu i fortes ventades associades a fenòmens de temps violent al camp de Tarragona i la Conca de Barberà.[1]
- Temperatures molt baixes, amb nevades dèbils al prelitoral, entre els dies 25 i 28 de novembre.[1]
- Temporal de llevant amb pluges molt abundants, nevades en cotes baixes i notable alteració marítima entre els dies 26 i 28 de desembre, especialment al nord-est del país.[1]

## Temperatura
La temperatura mitjana de l'any 2008 a Catalunya ha estat propera als valors climàtics normals.
L'orografia i la distància al mar són els dos factors principals que determinen la diversitat climàtica de Catalunya. La distribució de la temperatura mitjana enregistrada l'any 2008 es veu clarament influenciada per aquests factors.
Així, els valors més elevats s'han enregistrat al litoral, on puntualment s'han superat els 16 °C de temperatura mitjana anual. Concretament, les zones on s'ha superat aquest llindar són l'àrea del cap de Creus, el litoral de l'àrea metropolitana de Barcelona, la Costa Daurada i el tram final de l'Ebre, amb tot el seu delta inclòs.
A l'altre extrem, les temperatures mitjanes anuals més baixes de Catalunya s'enregistren al Pirineu i en punts elevats del Prepirineu, on la temperatura mitjana anual queda per sota dels 10 °C. Dins d'aquest àmbit, només les estacions situades per sobre dels 2.000 metres d'altitud han enregistrat temperatures mitjanes inferiors als 5 °C. Per exemple, les estacions a major altitud, ubicades al Pirineu occidental i a uns 2.500 metres, han enregistrat una temperatura mitjana anual lleugerament inferior a 2 °C.
Tot i que les anomalies de temperatura de l'any 2008 respecte de la mitjana climàtica són molt discretes, inferiors als 0,5 °C en la majoria dels casos, l'any ha estat lleugerament fred a gran part de la Costa Brava (sobretot al sud d'aquesta zona), en alguns sectors del Pirineu occidental i en punts de les comarques de ponent. D'altra banda, l'any ha resultat lleugerament càlid en punts del litoral i prelitoral central, i també en alguns punts de la resta del país de manera molt localitzada.

## Precipitació
Pluviomètricament, l'any 2008 ha estat normal o plujós a la major part de Catalunya. El mapa de la precipitació acumulada durant l'any 2008 obtingut a partir de les estacions de la XEMA reprodueix moltes de les característiques climàtiques que la precipitació pren a Catalunya. D'una banda, les precipitacions més escasses, inferiors als 550 mm, s'han enregistrat a les comarques del pla de Lleida, a la vall de l'Ebre, al litoral de l'Alt Empordà i en punts del Garraf, el Baix Ebre i l'Alt Camp. Dins d'aquestes zones, els mínims de precipitació corresponen a alguns sectors del Segrià on la precipitació anual ha quedat per sota dels 400 mm.
A l'altre extrem, la precipitació anual ha superat els 1.000 mm en punts del Pirineu i Prepirineu, com, per exemple, a tot el Pirineu occidental, a les parts més elevades del Montsec, a l'àrea del Cadí i el Port del Comte, en molts punts del Berguedà, al Ripollès i a l'Alta Garrotxa. Fora de la serralada pirinenca, també s'han superat els 1.000 mm anuals al massís del Montseny i a l'àrea dels Ports. Aquest llindar es pot haver assolit també en alguns punts de les muntanyes de Prades.
Comparant els valors de precipitació recollida durant l'any 2008 amb les mitjanes climàtiques, l'any ha estat normal o plujós a gairebé tot el país. Concretament, ha estat plujós (més del 110% respecte de la mitjana climàtica) a gran part de la depressió Central i del Prepirineu, al nord de les comarques tarragonines, al massís dels Ports i en alguns punts localitzats del litoral i prelitoral central, i també a l'extrem sud de la Costa Brava. Dins d'aquestes zones, s'ha superat el 130% de precipitació acumulada respecte de la mitjana climàtica al curs mitjà del Llobregat, a la capçalera del Cardener, al Montsec i en punts de l'Urgell, del Pla d'Urgell, de la Ribera d'Ebre, del Baix Camp o del Tarragonès.
D'altra banda, l'any 2008 ha estat sec (precipitació inferior al 90% respecte de la mitjana climàtica) en alguns sectors del país, entre els quals destaca la comarca de l'Alt Empordà, on fins al desembre no s'ha produït algun mes amb precipitacions clarament superiors a la mitjana climàtica mensual. Dins d'aquesta comarca, l'àrea més propera a la badia de Roses ha recollit una precipitació anual inferior al 70% respecte de la mitjana climàtica. Altres zones del país on l'any ha estat lleugerament sec són l'extrem nord de la Val d'Aran i alguns punts de la Cerdanya, del massís del Montmell (entre el Baix Penedès i l'Alt Camp) i del tram final de l'Ebre.
Pel que fa al gruix de neu, les estacions meteorològiques automàtiques d'alta muntanya (per damunt de 1.800 metres) gestionades pel Servei Meteorològic de Catalunya enregistren el gruix de neu acumulada en 12 punts repartits per tota la serralada pirinenca.
El temps sec i càlid dels primers mesos de l'any va provocar que la neu fos escassa a gran part del Pirineu fins a finals de març, amb gruixos d'unes poques desenes de centímetres a la majoria d'EMA. Els episodis de precipitació amb flux del sud i sud-oest que van afectar Catalunya durant la primavera van dur nevades abundants al Pirineu, especialment al més occidental, de manera que el gruix de neu màxim anual es va assolir durant el mes d'abril a la majoria d'estacions. En alguns casos, com ara el de l'EMA de Boí (2.540 m), a l'Alta Ribagorça, la neu va persistir a terra fins a principis de juliol.
Després d'un breu parèntesi estival amb absència de nevades, les EMA d'alta muntanya van enregistrar neu a terra esporàdicament i sempre en poca quantitat des de finals d'agost i durant els mesos de setembre i octubre. Entre el 28 d'octubre i el 2 de novembre, va caure una nevada important a tota la serralada, amb gruixos de més d'un metre en alguns sectors. Des d'aleshores, la neu ja no va deixar de cobrir amb més o menys gruix el terra de totes les estacions durant la resta d'any.

## Anàlisi mensual

### Gener
El mes de gener va estar marcat per un anticicló que va afectar gran part de l'Europa occidental, especialment durant la segona quinzena del mes. Aquesta situació va provocar que el mes fos càlid en conjunt, o fins i tot molt càlid en zones d'alta muntanya. Les persistents inversions tèrmiques, amb boires a les fondalades, van fer que el mes fos només lleugerament càlid a gran part de les comarques de ponent.
La persistència de les altes pressions també va provocar que el gener fos un mes sec a gairebé tot el territori, i va arribar a ser molt sec a l'extrem sud del país. De tota manera, els episodis de precipitació que van afectar Catalunya durant la primera quinzena del mes van acumular quantitats importants a l'extrem nord de l'Alt Empordà i a les parts més elevades del Pallars Sobirà. Només en aquestes zones el mes va ser plujós o fins i tot molt plujós.

### Febrer
Termomètricament, el mes de febrer va tornar a ser càlid a la major part del país i novament molt càlid, amb anomalies superiors als 3 °C, a les zones d'alta muntanya. En aquesta ocasió, l'excepció va ser la zona de la Costa Brava, on la temperatura va ser propera a la mitjana climàtica a causa de la presència freqüent de núvols baixos.
Pel que fa a les precipitacions, el mes va tornar a ser sec o molt sec a la major part del país. En qualsevol cas, els episodis de precipitació que van afectar Catalunya entre els dies 12 i 26 van acumular quantitats molt importants a l'extrem meridional, i també es van enregistrar quantitats destacades al litoral i prelitoral central, prelitoral nord i massís del Montseny. Aquests episodis, amb vents del sud-est en superfície, van fer que el mes acabés resultant plujós o molt plujós a les comarques del Baix Ebre i del Montsià o plujós en alguns punts del prelitoral central i nord.

### Març
Durant el mes de març, va augmentar notablement la variabilitat atmosfèrica i les borrasques que circulaven per latituds més altes van afectar sovint el nord del Principat. Això va provocar característiques oposades als dos extrems del país. D'una banda, el mes va resultar fred al terç nord, especialment en zones d'alta muntanya i de la Costa Brava. En canvi, al centre i sud del país va resultar càlid en conjunt, especialment a la vall de l'Ebre, amb anomalies càlides puntualment superiors als 2 °C. Pluviomètricament, el contrast va ser també notable. El mes va ser molt sec a gairebé tot el centre i sud del país, on van caure menys de 10 mm en tot el mes. L'excepció van ser alguns punts del Tarragonès, on el març va ser plujós o molt plujós. Al terç nord va ser un mes amb una gran irregularitat espacial; va arribar a ser plujós o molt plujós en zones altes del Pirineu (on es van acumular quantitats superiors als 200 mm a l'extrem occidental) i a les comarques del Baix Empordà, el Gironès, la Selva i el Pla de l'Estany, i també a l'alt Maresme.
Cal destacar la situació que va afectar Catalunya entre els dies 4 i 6. L'entrada de vents del nord molt forts en superfície i un profund embussament d'aire fred en alçada van comportar una davallada molt important de la temperatura, ratxes de vent que van superar els 125 km/h en molts punts del Pirineu i del Prepirineu, i precipitacions a la meitat nord, les quals van ser en forma de neu en cotes baixes de l'àrea pirinenca i del nord de la depressió Central. En alguns punts del Pirineu, es van acumular fins a 50 cm de neu nova i es van enregistrar les temperatures més baixes de l'any.
Tres setmanes després, entre els dies 20 i 24, una situació depressionària va provocar novament forts vents, pluges i nevades en cotes baixes, amb precipitacions acumulades de més de 50 mm en alguns punts del terç nord i gruixos de neu nova de fins a 80 cm al Pirineu occidental.

### Abril
Pluviomètricament, l'abril va ser plujós al quadrant nord-oest del país, incloent-hi gran part del pla de Lleida i de la Catalunya central, i fins i tot molt plujós a les comarques del Prepirineu occidental, on es van arribar a superar els 200 mm mensuals en alguns punts. També va ser plujós al sud de la Costa Brava. A la resta, l'abril va ser sec, i fins i tot molt sec al sud del Montsià.
Pel que fa a la temperatura, el mes d'abril va ser càlid a gran part del territori, especialment al centre i sud del país. Al terç nord, en canvi, va ser normal o fins i tot fred en molts punts del quadrant nord-oest i de les comarques gironines.
De les situacions meteorològiques que van afectar Catalunya durant el mes d'abril, cal destacar dos episodis de precipitacions de característiques semblants, amb marcat flux del sud-oest. Es van produir entre els dies 7 i 11 i entre el 17 i 21 d'abril. Com sol passar en aquest tipus de situacions, les precipitacions més importants van caure al Prepirineu i a la cara sud del Pirineu occidental, mentre que van ser molt menys abundants a prop del litoral. Aquestes precipitacions van ser en forma de neu en zones d'alta muntanya, de manera que a finals de mes s'enregistraven gruixos de neu acumulada superiors als 2 metres a les EMA gestionades pel SMC situades al Pirineu occidental.

### Maig
El tret més destacable del mes de maig va ser la precipitació acumulada, molt important a gran part del país. El mes va ser molt plujós a la majoria de comarques i plujós a bona part de les del nord-est. Només al golf de Roses i a la conca de la Garona el mes va ser normal o, fins i tot, sec. En punts del Ripollès, del massís dels Ports i de les muntanyes de Prades, es van superar els 300 mm de precipitació mensual, mentre que els 200 mm es van assolir a gran part del Pirineu i en altres zones muntanyoses del país.
Les situacions meteorològiques que van deixar precipitacions més abundants van ser una depressió mediterrània que va impulsar vents de llevant (entre el 8 i el 12 de maig) i depressions atlàntiques que van persistir força dies a l'oest del Principat en una posició que provocava vents del sud-oest sobre Catalunya i precipitacions abundants a l'interior i el Pirineu (del 13 al 19 i del 22 al 28 de maig).
Tèrmicament, el maig va ser normal o fred, tret del litoral central i punts de la depressió Central, on va ser càlid. Tot i que pràcticament no va haver-hi entrades d'aire fred destacables, l'elevat nombre de dies amb precipitacions va provocar baixa insolació i va permetre que les temperatures es mantinguessin baixes.

### Juny
Tret de l'extrem sud de Catalunya, la serra de l'Albera, gran part del Pirineu i punts de la depressió Central, pluviomètricament el mes de juny va ser normal o plujós, i fins i tot molt plujós al litoral i prelitoral de Barcelona i Girona i al centre de la conca del riu Llobregat.
Com sol ser habitual en aquesta època de l'any, els diversos episodis de pluja que van afectar Catalunya no van deixar quantitats homogèniament repartides sobre el territori, sinó que van caure sovint en forma de xàfecs intensos però localitzats, que van deixar quantitats molt irregulars. Com a valors més destacables, alguns punts del Berguedà van superar els 250 mm de precipitació mensual.
Termomètricament, el juny va ser normal o fred a gran part del territori, tret del litoral i del prelitoral central i punts de les comarques de l'Ebre, on va ser càlid. Al llarg del mes, el comportament de la temperatura va presentar dos períodes molt diferents. D'una banda, la temperatura mitjana dels primers 15 dies de mes va ser la més baixa en una primera quinzena de juny des de 1995. En canvi, a partir del dia 18, l'ambient es va fer plenament estiuenc a tot el país.

### Juliol
El mes de juliol va ser plujós o molt plujós al terç sud de Catalunya, al litoral central i en punts de la depressió Central. Localment, també va ser plujós en alguns punts del Baix Empordà, al nord del cap de Creus, a la Val d'Aran i al curs mitjà del Ter. A la resta, el mes va ser normal o sec, especialment a les conques de les nogueres Pallaresa i Ribagorçana, i també a la capçalera del Segre.
Cal tenir en compte que, fora de les comarques pirinenques, el mes de juliol sol dur precipitacions molt escasses a la major part de Catalunya. Així, encara que el juliol de 2008 es pugui considerar plujós o molt plujós a gran part del sud del país, la precipitació acumulada es va situar entre els 20 i els 50 mm en aquests sectors. D'altra banda, es van superar els 100 mm en molts punts del Ripollès i, localment, de la Val d'Aran.
Cal destacar l'episodi de precipitacions que va afectar Catalunya entre els dies 11 i 14; va deixar més de 50 mm en alguns punts de muntanya i del litoral central. En molts sectors del litoral i prelitoral, la precipitació d'aquest episodi va significar gairebé tota la precipitació mensual.
Termomètricament, el juliol va ser normal o fred a gran part del territori, tret del litoral i prelitoral central i la zona a cavall entre les comarques del Baix Penedès i el Tarragonès, on va ser lleugerament càlid.

### Agost
El mes d'agost va ser sec a la major part del país i fins i tot molt sec en àmplies zones del litoral, prelitoral, comarques de ponent i Pirineu occidental. Només va ser plujós a la zona de l'altiplà Central, mentre que es pot considerar pluviomètricament normal en punts localitzats del Pla de l'Estany, la Garrotxa, la Conca de Tremp, el Segrià i el litoral del Baix Camp. Cal destacar les tempestes dels dies 22, 25, 26, 27 i 31 d'agost, que localment van deixar més de 50 mm en alguns punts.
Pel que fa a la temperatura, va ser en general un mes normal o lleugerament càlid, especialment en zones del litoral i prelitoral central, del Prepirineu i de la comarca del Priorat, on les anomalies de temperatura van superar localment els 2 °C. Contràriament, l'agost va ser fred a gran part de la Costa Brava. Entre els dies 3 i 7, es van enregistrar les temperatures més caloroses del mes a gran part del país i el dia 4 es van assolir 39 °C a Tornabous (l'Urgell) i Seròs (el Segrià). Tanmateix, entre els dies 14 i 15 es van enregistrar temperatures negatives en algunes estacions d'Alta Muntanya del Pirineu.
El dia 4 d'agost, es va produir també un fenomen conegut com a esclafit de tipus càlid a la comarca del Montsià, al pas d'una tempesta procedent del sistema Ibèric en fase de dissipació. Va provocar oscil·lacions molt ràpides de la temperatura i la humitat relativa (es va enregistrar una pujada de més de 7 °C en 30 minuts a l'EMA de Mas de Barberans), i també fortes ratxes de vent.

### Setembre
El mes de setembre va ser sec a la major part del país, i va arribar a ser molt sec a punts del quadrant nord-est, del litoral central i de la Val d'Aran. Contràriament, va ser plujós en punts localitzats de la vall de l'Ebre, de la Costa Daurada, del nord del Maresme i de la capçalera del Ter, i en alguns punts del Prepirineu i de la depressió Central. El repartiment de les precipitacions, sovint acompanyades de tempesta, va ser molt irregular durant tot el mes. Les més extenses van caure entre els dies 9 al 13 i 20 al 27.
Termomètricament, en general va ser un mes fred, especialment al quadrant nord-oest del Principat. En canvi, el setembre va ser fins i tot càlid a gran part del litoral central. Cal destacar que entre els dies 13 i 14 hi va haver una baixada notable de la temperatura, més acusada en àrees d'alta muntanya, fins al punt que es van enregistrar valors de temperatura molt baixos, de fins a -3,8 °C a Boí (2.540 m, a l'Alta Ribagorça) i -3,5 °C de Salòria (2.445 m, al Pallars Sobirà). A les EMA d'alta muntanya amb sèries de dades més antigues, que s'inicien l'any 1998, es va enregistrar la temperatura mínima més baixa en una primera quinzena de setembre.

### Octubre
El mes d'octubre va ser pluviomètricament normal o plujós a la major part del país, i fins i tot molt plujós a punts del Prepirineu, de la depressió Central i del litoral de Tarragona. Contràriament, el mes va ser sec al quadrant nord-est i en punts de la Cerdanya, de la Val d'Aran i del nord del Pallars Sobirà, i fins i tot molt sec a les Alberes i al cap de Creus. Termomètricament, va ser en general un mes normal o fred a gran part del Principat. En canvi, l'octubre va ser càlid a gran part del litoral central, el prelitoral central i nord, el pla de Bages i la Plana de Vic.
Durant el mes d'octubre, Catalunya va ser afectada per un gran nombre de pertorbacions. Algunes van ser de tipus càlid, amb depressions aïllades en alçada. En aquest cas, impulsaven sobre Catalunya vents del sud i del sud-est i deixaven precipitacions extenses, més abundants prop del litoral i al Prepirineu. Altres pertorbacions van ser de tipus fred, associades a depressions atlàntiques, i van deixar pluges generals i baixades sobtades de la temperatura, i també importants gruixos de neu al Pirineu. Va ser especialment destacat l'episodi dels dies 28 i 29 d'octubre, quan hi va haver precipitacions generalitzades i una baixada molt important de la temperatura. Es van superar els 80 mm en alguns punts del prelitoral i al Pirineu occidental es van acumular gruixos de neu de fins a més de 50 cm. Durant el dia 29, la neu va arribar a fer acte de presència en alguns punts de l'interior i del prelitoral per sobre dels 400 metres. La baixada de temperatura va permetre assolir valors rècord en un mes d'octubre en moltes estacions de la XEMA, sobretot pel que fa a les temperatures diürnes.
Entre els dies 30 i 31, van reaparèixer les precipitacions generalitzades, molt abundants en punts del Pirineu, on va pujar la cota de neu.

### Novembre
El tret més destacat del novembre va ser la temperatura. El mes va ser fred a la major part de Catalunya, i fins i tot molt fred a les parts més elevades del Pirineu occidental, on la temperatura va quedar fins a més de 4 °C per sota de la mitjana climàtica. Pluviomètricament, va ser un mes normal o plujós al quadrant nord-oest del Principat, a punts de la depressió Central, a les muntanyes de Prades, al massís del Montseny i al litoral nord de Barcelona i sud de Girona. En canvi, el novembre va ser sec a la resta del territori, i fins i tot molt sec a punts de la comarca del Baix Ebre.
Durant els dos primers dies del mes, una situació del sud-oest va provocar precipitacions generals que van superar els 100 mm a les muntanyes de Prades, al massís del Montseny i sobretot al Pirineu, on entre els dies 30 d'octubre i 2 de novembre es van acumular fins a 100 cm de neu nova al sector occidental. En relació amb aquest episodi, durant la matinada del dia 2 es van produir fenòmens de temps violent amb ventades molt fortes en punts del litoral i prelitoral tarragoní. La primera zona afectada va ser la comarca del Baix Camp, al llarg de la línia que uneix les localitats de Salou, Reus, l'Aleixar i Almoster. La segona àrea afectada abraça punts de l'Alt Camp i la Conca de Barberà. Concretament, les poblacions del Pla de Santa Maria, Cabra del Camp i Sarral. L'estudi dels danys suggereix que aquesta darrera zona va estar afectada per un tornado.
Pel que fa a la temperatura, convé destacar la fredorada dels dies 25 al 28, que va provocar glaçades a gran part del país, inclosos alguns sectors costaners, i un valor mínim de -15,9 °C a l'EMA de la Bonaigua (2.266 m), al Pallars Sobirà. Entre la tarda del dia 27 i la matinada del dia 28, la neu va arribar a caure dèbilment en punts del prelitoral.

### Desembre
El mes va ser normal o fred a la major part de Catalunya, tret del sector nord del litoral tarragoní, el centre de la ciutat de Barcelona i punts de la comarca del Solsonès, on va ser lleugerament càlid. Pluviomètricament, va ser un mes plujós o molt plujós a pràcticament tot el litoral i prelitoral, en alguns punts del pla de Lleida i a la comarca del Ripollès. En canvi, el desembre va resultar sec al Pirineu occidental, bona part del Prepirineu, la comarca del Montsià i punts del Bages, del Segrià i de les Garrigues.
Entre els dies 13 i 17, una baixa mediterrània va provocar precipitacions generals arreu del país, que van arribar a acumular quantitats abundants al Pirineu. La cota de neu es va situar al voltant dels 500 metres entre els dies 14 i 15.
L'episodi més destacable del mes va tenir lloc entre els dies 26 i 28, quan un temporal de llevant va afectar de ple la costa catalana. Es van mesurar onades de fins a prop de 9 metres a la badia de Roses, de 8 metres davant de Blanes, de més de 7 metres davant del delta del Llobregat, i de prop de 6 metres al cap de Tortosa (davant del delta de l'Ebre). Les pluges van ser abundants al litoral i prelitoral, amb màxims a l'extrem nord-est, on es van superar els 150 mm acumulats durant l'episodi. D'altra banda, la cota de neu va ser baixa: es va situar al nivell del mar a l'Alt Empordà durant la jornada de Sant Esteve i al voltant dels 500 metres en general. El gruix de neu acumulada va ser de 50 a 100 cm en punts elevats de comarques com l'Alt Empordà, la Garrotxa, Osona o la Selva.